# Jordan Ikoko
Jordan Ikoko (Montereau, 3 februari 1994) is een Frans voetballer met Congolese roots die bij voorkeur als rechtsback speelt. Hij staat onder contract bij PFK Ludogorets.

## Clubcarrière
Ikoko komt uit de jeugdacademie van Paris Saint-Germain. Hij wordt tijdens het seizoen 2013/14 uitgeleend aan US Créteil. Hij debuteerde in de Ligue 2 op 16 augustus 2013 als invaller tegen SM Caen. Eén week later stond hij in de basiself tegen FC Istres. Hij heeft nog een doorlopend contract bij Paris Saint-Germain tot juni 2016. In de volgende jaren werd hij aan Ligue 2-clubs RC Lens en Le Havre AC. In de zomer van 2016 vertrok hij naar Ligue 1-ploeg EA Guingamp, hier speelde hij de komende 3 jaren. Hier speelde hij totdat de club in 2019 degradeerde naar de Ligue 2. Vervolgens trok hij in de zomer van 2019 naar het Bulgaarse PFK Ludogorets.

## Interlandcarrière
Ikoko kwam reeds uit voor diverse Franse jeugdelftallen. Hij speelde in totaal 58 wedstrijden voor de Franse jeugdelftallen. Momenteel is hij actief voor Congo-Kinshasa.